# Кариотип
Кариотип је број хромозома у телесним ћелијама који је сталан и карактеристичан за сваку биолошку врсту.